# Mana Iwabuchi
Mana Iwabuchi (Tokio, 18 de març de 1993) es una davantera de futbol internacional pel Japó, amb el qual ha guanyat el Mundial 2011 i una plata als Jocs Olímpics de Londres. A les categories inferiors va ser nomenada millor jugadora del Mundial sub-17 2008 i millor jugadora jove asiàtica de 2008 i 2009. Ha guanyat 3 Lligues i 2 Copes del Japó amb el Beleza i 2 Lligues d'Alemanya amb el Bayern.

## Trajectòria
| Temporades    | Club           | Títols                                    | Selecció (fases finals) |
| ------------- | -------------- | ----------------------------------------- | --- |
| 2007 - 2012 0 | NTV Beleza 0   | 3 Lligues, 2 Copes, 3 Copes de la Lliga 0 | Copa d'Asia sub-16 2007 (subcampió) Mundial sub-17 2008 (quarts) Copa d'Asia sub-19 2009 (campió) Copa de l'Est Asiàtic 2010 (campió) Mundial sub-20 2010 (1a fase) Mundial 2011 (quarts) Jocs Olímpics 2012 (subcampió) Copa de l'Est Asiàtic 2013 (subcampió) |
| 13/14         | TSG Hoffenheim |                                           | |
| 14/15 - act.  | Bayern Múnic   | 2 Lligues                                 | Mundial 2015 (subcampió) |